# Bernardo I di Baden

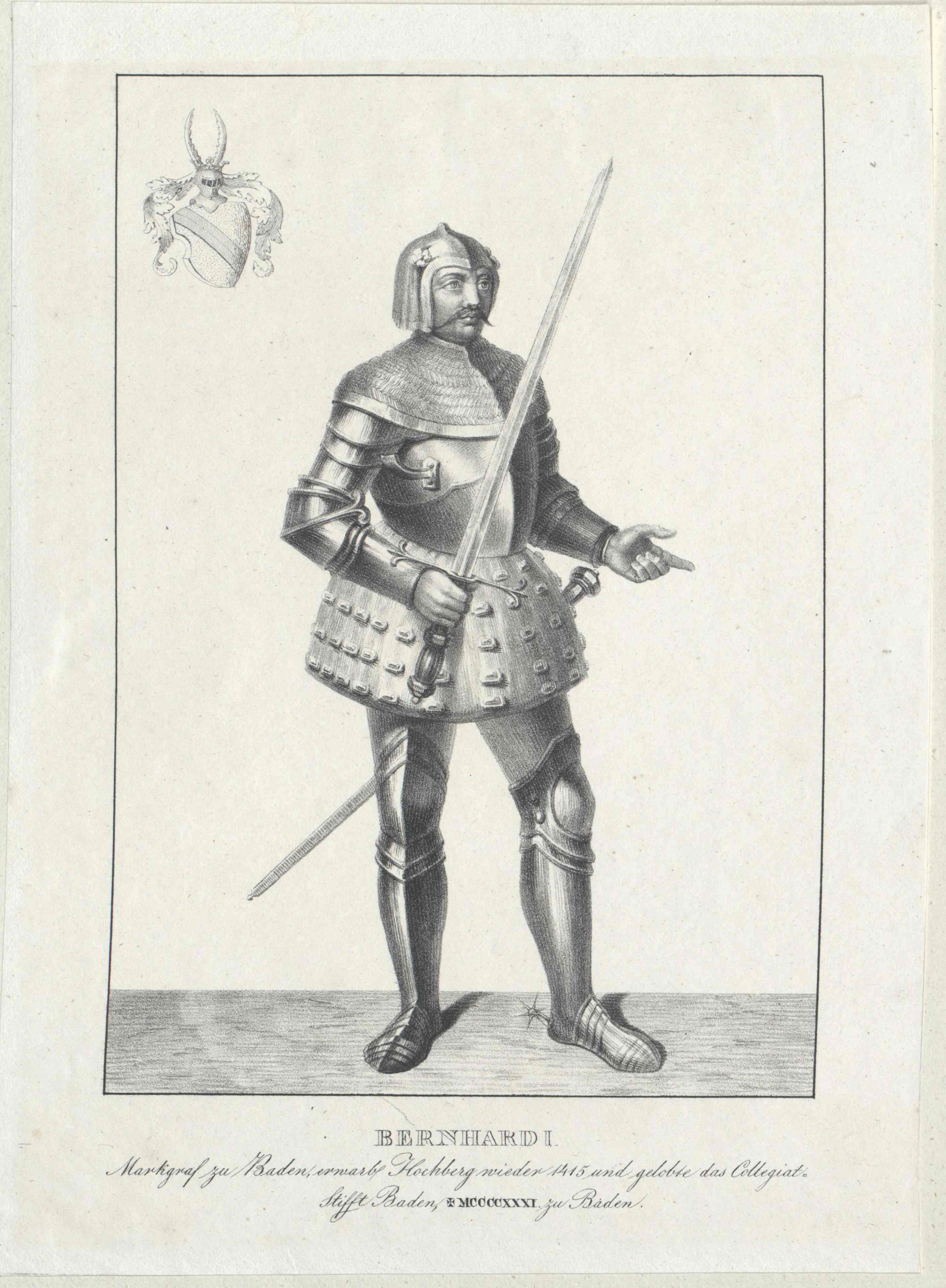
Il Margravio Bernardo I di Baden

Bernardo I di Baden (1364 – Baden, 5 aprile 1431) è stato margravio di Baden dal 1372 al 1431.

## Biografia
Bernardo era il figlio del Margravio Rodolfo VI († 21 marzo 1372) e Matilde von Sponheim († 1 novembre 1410). 
Lui e suo fratello Rodolfo VII, nel 1380 quando erano già maggiorenni, stipularono un patto successorio  secondo il quale il Margraviato poteva essere diviso in un massimo di due parti tra i figli maschi. Rodolfo VII ricevette quindi le aree meridionali da Ettlingen via Rastatt a Baden, mentre Bernardo quelle intorno a Durlach e Pforzheim. 
Bernardo aveva il suo quartier generale nel castello di Hohenbaden, sul colle Battert incombente sulla città di Baden. Durante il suo regno, allargò il castello per includere il castello inferiore gotico e ricondusse la linea di diramazione dei margravi di Baden-Hachberg in quella principale. 
Bernardo I, che governò per oltre 50 anni, diede a Baden una nuova amministrazione semplificata, creando uno studio legale con avvocati e addetti alla formazione, guidati da un cancelliere. Durante il suo governo ebbe molte controversie con le città di Strasburgo, Spira e con il re Roberto del Palatinato, contro le quali si unì anche al Bund Marbacher. Fu in disputa con le città di Friburgo in Brisgovia e dell'Alsazia a causa delle tasse eccessive e resistette a rapine e saccheggi. Nel 1402 e 1403 ebbe una faida con i Signori di Schauenburg. 
Sotto la mediazione del re Sigismondo, che l'aveva temporaneamente investita con il baliato, Friburgo in Brisgovia aveva avuto una breve pace. Nel 1415 acquistò la tenuta di Hachberg e alcune aree dell'Oberland per 80.000 fiorini. Nel 1425 ottenne un diritto sulla contea di Sponheim an der Nahe. 
Il suo successore Giacomo I di Baden ampliò il castello trasformandolo in un palazzo con oltre 100 sale molto rappresentative.

## Matrimonio e prole
Bernardo I di Baden sposò Margarete von Hohenberg († 26 febbraio 1419) ma divorziò, nel 1393, senza aver avuto figli. 
Si risposò, il 15 settembre 1397, con Anna di Oettingen (* intorno al 1380 - † 9 novembre 1436). Dal matrimonio nacquero: 
- Anna (* 15 marzo 1399 - † dopo 6 dicembre 1421)

∞ Ludovico IV, signore di Lichtenberg-Lichtenau
- Beatrice (* 24 giugno 1400 - † 1452)

∞ Emich VII, conte di Leiningen
- Matilde (* 1401 - † 1402)
- Margherita (* 25 gennaio 1404 - † 7 novembre 1442)

∞ Adolfo II, conte di Nassau-Wiesbaden-Idstein
- Giacomo I (* 15 marzo 1407 - † 13 ottobre 1453 a Mühlburg)
- Agnese (* 25 marzo 1408 - † gennaio 1473 a Ebersteinburg)

∞ Gerardo VII, conte di Holstein-Rendsburg
- Ursula (* 24 ottobre 1409 - † 24 marzo 1429)
- Bernardo (* 1412 - † 1424)
- Brigitte (* 1416 - † dopo 24 luglio 1441), suora
- Rodolfo (* 1417 - † 1424)

e i seguenti figli illegittimi: 
- Bernardo, canonico a Basilea
- Anna († 12 maggio 1449)

Le ossa di Bernardo sono sepolte nella Collegiata di Baden-Baden.